# Petra Grabowsky
Petra Grabowsky, född den 31 januari 1952 i Brandenburg an der Havel, Tyskland, är en östtysk kanotist.
Hon tog OS-silver i K-2 500 meter i samband med de olympiska kanottävlingarna 1972 i München.